# Maciej Pieprzyca
Maciej Pieprzyca est un réalisateur et scénariste polonais, né le 5 mai 1964 à Katowice (Pologne).

## Filmographie

### Réalisateur
- 2020 :  Icarus. The Legend of Mietek Kosz
- 2016 : Je suis un tueur (Jestem mordercą)
- 2013 : La vie est belle (Chce się żyć)
- 2008: Drzazgi
- 2006: Kryminalni: Misja śląska -  téléfilm
- 2005: Barbórka -  téléfilm
- 2001: Inferno -  téléfilm
- 1998: Jestem mordercą... - film documentaire
- 1998: Zostanie legenda - film documentaire
- 1995: Przez nokaut - film documentaire
- 1990: Inna - film documentaire

## Récompenses
- Festival de Seattle: Prix de la première réalisation en 2014 pour La vie est belle
- CinEast: Prix du Public en 2014 pour La vie est belle
- Festival de Montréal: Grand prix des Amériques, en 2013 pour La vie est belle
- Festival de Gdynia: Prix du meilleur premier long métrage en 2008 pour Drzazgi